# Macrosiphoniella paucisetosa
Macrosiphoniella paucisetosa är en insektsart som beskrevs av Robinson 1987. Macrosiphoniella paucisetosa ingår i släktet Macrosiphoniella och familjen långrörsbladlöss. Inga underarter finns listade i Catalogue of Life.